# 彼得庫夫縣

51°24′N 19°41′E / 51.400°N 19.683°E
彼得庫夫縣（波蘭語：Powiat piotrkowski），是波蘭的縣份，位於該國中部，由羅茲省負責管轄，首府設於彼得庫夫特雷布納爾斯基，面積1,429平方公里，2006年人口90,227，人口密度每平方公里63人。